# García Noblejas (metropolitana di Madrid)
García Noblejas è una stazione della linea 7 della metropolitana di Madrid, situata sotto la calle de Luis Campos nel distretto Ciudad Lineal.

## Storia
La stazione è stata inaugurata nel 1974 con il primo tratto della linea.
La stazione deve il suo nome alla famiglia García-Noblejas. Il padre, D. Salvador García Noblejas y Quesada, di 59 anni, morì nel massacro di Paracuellos il 4 dicembre 1936 e i suoi figli José, Salvador e Jesús morirono anch'essi nella guerra tra 1936 e 1937. Javier morì combattendo nella 250. Infanterie-Division durante la Seconda guerra mondiale è Ramón morì in un incidente automobilistico dopo aver combattuto nella Divisione Blu.

## Accessi
Vestibolo García Noblejas
- Hermanos García Noblejas Calle Luis Campos, s/n (angolo con Calle Hermanos García Noblejas)

Vestibolo José Arcones Gil
- José Arcones Gil Calle José Arcones Gil, 108 (angolo con Calle Río Nervión)